# Anchastus impressicollis
Anchastus impressicollis là một loài bọ cánh cứng trong họ Elateridae. Loài này được Laurent & Taminaux miêu tả khoa học năm 1962.